# 陳柏惟
陳柏惟（1985年7月10日—），中華民國政治人物、時事評論員、YouTube實況主，台灣獨立倡議者，曾代表台灣基進當選臺中市第二選舉區立法委員，於2021年10月23日因罷免投票通過而解除職務，為中華民國政治史上首例。2022年6月30日，宣佈退出台灣基進。
曾任三立新聞台政論節目《3Q新台灣》主持人，並採用「立法院榮譽顧問」的頭銜，不定期參加電視、網路政論節目；2024年4月9日起，在三立旗下的網路頻道「94要客訴」開設新的直播政論節目系列《立法院顧問》。此外，他也時常在深夜時段於個人YouTube頻道開直播與支持者互動。

## 早年
陳柏惟出生於高雄市鹽埕區；父親為台灣本省人，母親為在臺灣出生的外省第二代。
陳柏惟大學就讀國立高雄大學資訊管理學系。畢業後曾從事於電影後期製作，擔任過電影後期製作及特效部門專案經理、立體視覺總監、MIS相關職務等，參與於電影《KANO》、《幸福路上》、《捉妖記》、《華麗上班族》、《天将雄师》、《寒戰II》等作品。

## 從政

### 參選高雄市議員

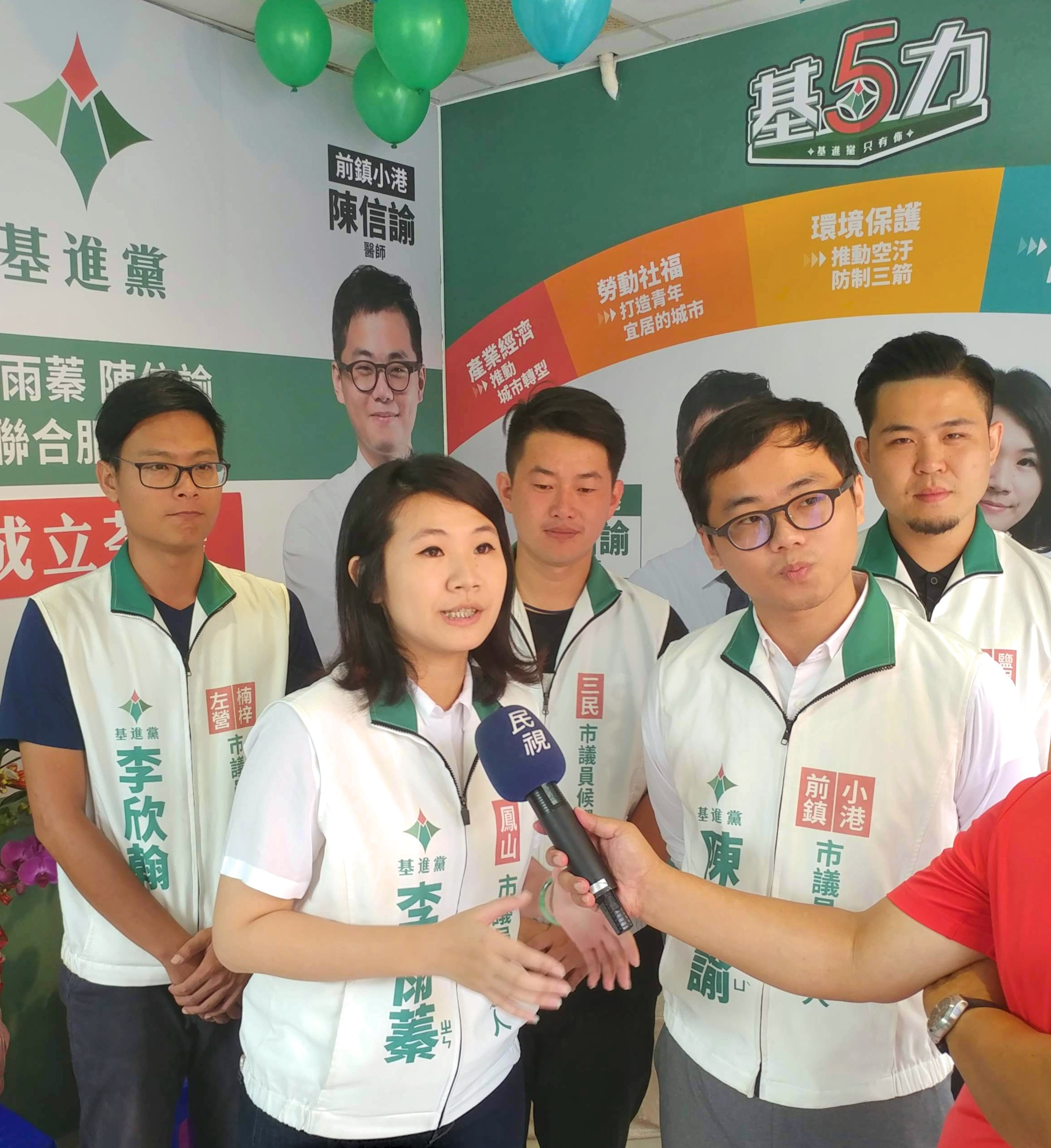
陳柏惟與基進黨高雄市議員參選人成立聯合服務處。

他在2017年底至2018年初期間加入基進黨，並代表該黨競逐高雄市議會三民區議員席次，當時之競選宣傳口號為「三民惟新」。在競選期間，他曾拍攝影片，深入檢視並指出中國國民黨提名之高雄市市長候選人韓國瑜提出的「愛情摩天輪」構想，在執行上有諸多困難，並在Facebook專頁「高雄好過日」刊登約2,000字關於愛情摩天輪可行性的評估報告。

### 立法委員

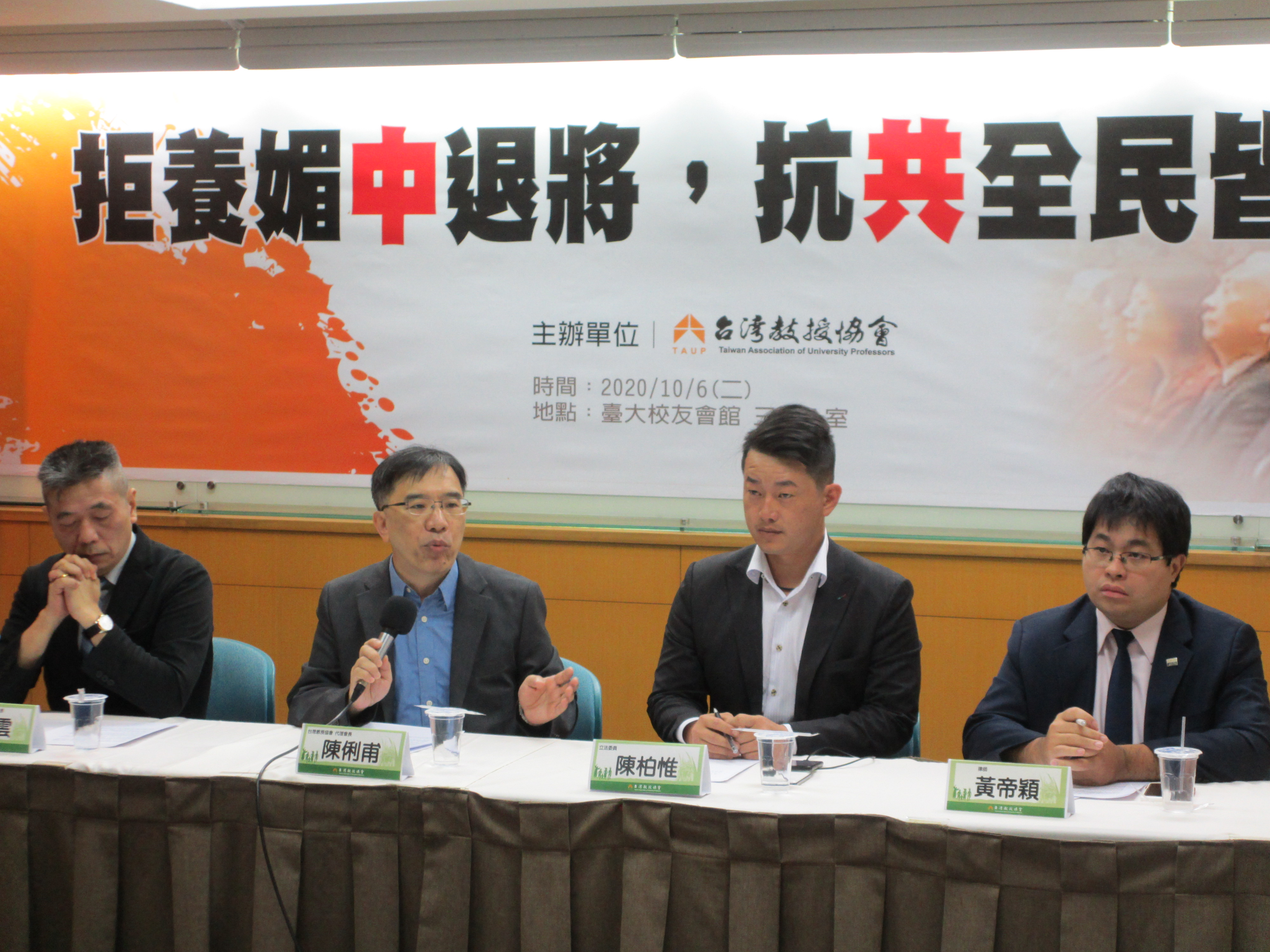
立法委員任內（2020年）。

2019年4月30日，他表示準備投入2020年立法委員選舉；同年8月5日，台灣基進與民主進步黨召開聯合記者會，正式宣布共同推薦陳柏惟參與區域立法委員選舉，挑戰中國國民黨時任立委顏寬恒所在的臺中市第二選舉區，並在記者會上呼籲台派即使不同黨也務必「抗中保台」。
2020年1月11日，陳柏惟以5,073票之差距擊敗尋求連任的顏寬恒，終結顏氏家族長達約30年的參選不敗紀錄，正式當選為臺中市第二選舉區立法委員。

### 遭遇罷免
2021年2月，「刪Q總部」成立，由龍井區區民楊文元為領銜人，在2月8日正式提出對其之罷免一階提案；同年3月5日中華民國中央選舉委員會（簡稱「中選會」）公告通過一階提案，後於同月13日開始進行二階連署；同年5月10日，有關人士向中選會提交二階連署書。
陳柏惟罷免案於2021年7月2日成案，中選會原先依照相關法規，預定於同年8月28日進行罷免投票，但因逢COVID-19疫情大規模爆發，中選會另於同年7月16日決議延後至10月23日投票。
2021年10月23日，該罷免案以超過五成之投票率通過，陳柏惟於10月28日正式解職，成為中華民國首位被罷免之立法委員。
|          |            | 個數    | ％     | 選舉人數％ |
| -------- | ---------- | ------- | ------ | ---------- |
| 選舉人數 | 選舉人數   | 294,976 | 100.00 | 100.00     |
|          | 同意票數   | 77,899  | 51.48  | 26.41      |
|          | 不同意票數 | 73,433  | 48.52  | 24.89      |
| 門檻票數 | 門檻票數   | 73,744  | 25.00  | 25.00      |
| 有效票數 | 有效票數   | 151,332 | 99.19  | 51.30      |
| 無效票數 | 無效票數   | 1,235   | 0.81   | 0.42       |
| 總投票數 | 總投票數   | 152,567 | 100.00 | 51.72      |
| 結果     | 結果       | 通過    | 通過   | 通過       |

### 近期活動
辭去黨職

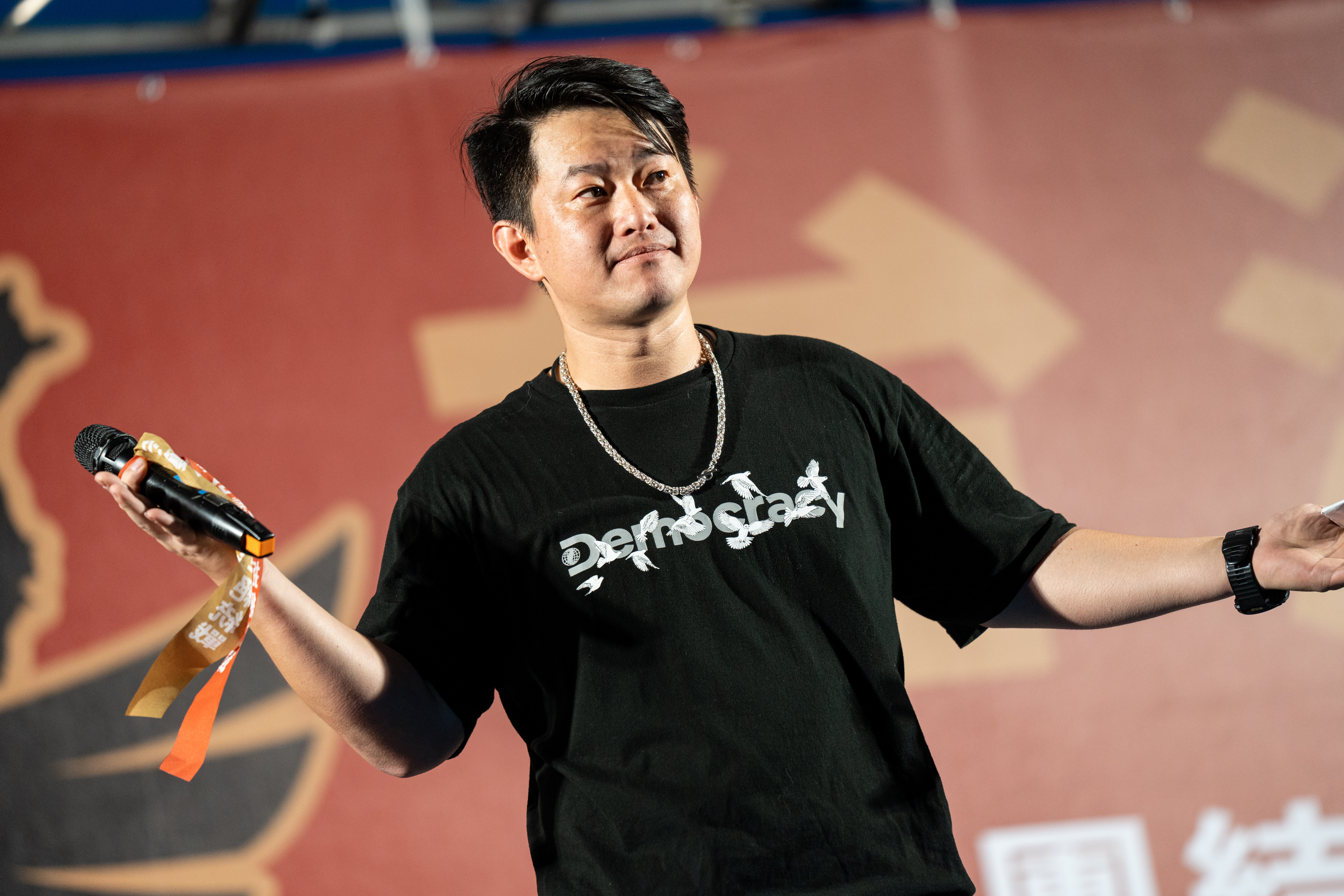
2025年4月19日，陳柏惟參與「拒絕統戰，守護台灣」大會。

2022年3月29日，基進黨中評會認定陳柏惟「違紀助選」，緣由是無黨籍議員參選人陳建良和民進黨台南市議員參選人王宣貿於看板使用了陳柏惟的個人肖像。同年4月辭去黨職，6月30日於Facebook發文宣佈退出台灣基進。

## 政策立場

### 回應「在野大聯盟」提議
2020年1月13日，台灣民眾黨新當選立委發起台灣民眾黨立法院黨團後，候任全國不分區立法委員蔡壁如提出「在野大聯盟」概念，強調若在不同議題上有共同理念，只要「福國利民」，都願針對議題進行合作。
同屬在野黨的台灣基進則表示，雖本屆黨內僅有一席立法委員席次，仍會全力發揮「台灣隊友」角色，在「護台防中」及其他改革議題上全力支援，也會時刻監督台灣民眾黨及其他各黨團。該黨也指出2020年立委選舉及2020年總統選舉選舉結果由台派獲勝，顯示出台灣人民對於中國的拒絕與否定，強調此為「護台防中」的「第一小步」，並承諾未來將推動更多改革以徹底防範中華人民共和國對台灣的滲透與入侵，且期望台灣民眾黨能共同支持保衛台灣的政策。該黨表示根據《立法院組織法》，在立法過程中能發揮實質效力的黨派團體為黨團與政團，質疑蔡壁如發起的「在野大聯盟」欲以何種形式合作及是否具有約束效力，並認為個別立委、政黨間的協商合作本為立院常態，不必另組組織，因此呼籲蔡壁如與台灣民眾黨協助提升立法品質，在黨派合作行動上更加謹慎。
代表台灣基進取得臺中市第二選舉區立法委員席次的陳柏惟，則表示自己沒有收到來自台灣民眾黨的邀請，會先和各立法委員多方認識結交，了解各立法委員想法後，再決定是否加入某黨團共同運作；他強調除中國國民黨外都能討論，並直言「在野大聯盟」成員若包含中國國民黨，則將拒絕加入。

### 推動「陽光法案」
中華民國總統蔡英文在2020年1月15日簽署華總一義字第10900004161號總統令公布，並於2020年1月17日起實行。
當時身為台灣基進公布候任立法委員的陳柏惟表示，他將持續推動在2019年9月19日由台灣基進與民主進步黨籍立法委員尤美女宣佈合作籌劃的《境外勢力影響透明法》，並推動「外國代理人登記制度」、「民代公職財產陽光法案」、「經濟與產業安全相關法案」、「設立國安層級的戰略指導單位」、「成立當前危機委員會」等政策，對抗新型態的中華人民共和國「銳實力」入侵。

### 立法院正副院長投票取態
2020年2月1日，陳柏惟在立法院正副院長投票中投給民進黨的游錫堃與蔡其昌組合。

### 台中火力發電廠全面停機一日之提案
2020年1月22日，他向中華民國經濟部提出「2020年春節台中火力發電廠全面停機一天」之提案；隔日晚間，他在臉書宣布經過多次內部討論與協商後，台灣電力公司公布台中電廠與興達發電廠由2020年1月23日至同月28日擴大降低負載量。

### 主張公設運動中心採分級制運作
2020年3月12日，他質詢體育署署長高俊雄，表示根據該署調查結果所示，有近七成13歲以上台灣民眾未達「規律運動」之認定標準；他認為若要增進全民運動風氣，可先從改善運動場地方便性開始。他除要求體育署協調公開運動場地資訊，也表示期望各縣市政府盤點閒置空間，並將之打造為分級制的社區球場或微型運動中心；其中，A級場館由中央補助運作經費，B、C級則仰賴地方政府之預算。

### 立法院遷至台中成功嶺之提案
2020年3月13日，他表示基於「國土平衡」與「首都減壓」，提出將立法院遷至台中成功嶺所在地之提案，並將提案送至中國國民黨籍立法委員楊瓊瓔之辦公室，期望她能參與連署；他認為立法委員江啟臣、黃國書、張廖萬堅、蔡其昌及顏寬恒，還有台中市長林佳龍與盧秀燕都曾提議將立法院遷至台中，而當時之準副總統賴清德任行政院長時也曾至台中實地勘查，他因此表示立法院遷至台中是「藍綠共識」，他也表示看見楊瓊瓔在質詢時提及此議題而「感到興奮」，但為未能得到行政院長蘇貞昌正面回應表示遺憾。

### 倡議加強臺灣退役軍人之「敵我意識」宣導
2020年3月16日，他質詢退輔會主委馮世寬，表示該會當前之敵我意識宣導應更積極、深入，面對中國大陸官方所主導對臺灣各方面的統戰行為，並非僅透過專屬刊物或文宣宣導即足夠。此次質詢也因為馮世寬表示無法完全理解台語，而使得他全程改以國語質詢。

### 支持中華航空更名、護照國家名稱變更等提議
2020年4月15日，他指出中華人民共和國始終阻礙臺灣「飛向國際」，若「改名」會造成「斷航」，他表示「要斷就斷」。
時代力量立法院黨團與他分別提出中華航空與中華民國護照「更名」決議案，原定排入2020年4月17日立法院院會討論事項第7與第9案，不過因議程順序在後未能處理。他表示雖然無法干涉其他黨團決議，但仍會堅持主張，並期待更名決議案能順利通過。
2020年4月17日，對於他主張臺灣政府應立即發行更改中華民國護照封面及個人資料頁國名為「台灣TAIWAN」之新版護照，執政之民主進步黨立法院黨團提出修正動議，準備調整為中央政府行政部門應就如何進一步提升中華民國護照之「台灣」辨識度研究並提出具體作法，將決議案內容從護照應立即更改發行，改為較具彈性之研究並提出提升護照之「台灣」辨識度的方案。由時代力量黨團提出的中華航空「正名」案，民主進步黨在修正動議中加上「如評估」三字；對於時代力量主張之「正名」，民主進步黨也提案修改為「改名」。
2020年9月2日，行政院舉行「新版護照封面」記者會，並公布新版護照之封面設計樣式。他在臉書發文表示肯定「TAIWAN」字樣放大之設計，也表示理解當前國號「中華民國」字樣保留的必要性與需求，但同時表示若最初修改護照是為了解決與「China」的區別問題，新版本只是把問題轉移到國徽上；他表示將會持續爭取外交部提出更佳方案。不過，他仍倡議臺灣大眾選擇換發新版護照，並表示該護照修正案是為了更加凸顯台灣意象，並避免臺灣民眾在國際間被誤認之困擾，又表示在立法院修憲委員會討論現有國名與國徽是否符合民意對台灣主權的共識，會是必要的「工程」，並懇請有關當局允許台灣基進參與於該委員會。

### 回應廖國棟要求官員用國語答詢之議題
2020年4月20日，中國國民黨籍原住民立委廖國棟（阿美族裔）在立法院經濟委員會質詢現場，要求中央政府發放現金，時任經濟部長沈榮津在備詢時以台語回答提問，被廖國棟要求未來應以「大家都聽得懂」的國語答覆；陳柏惟認為若無法完全理解某種語言，應請求翻譯協助，並表示他認識名叫「國棟」的男性長輩，台語都運用得流暢無礙。

### 「母語問政」決議案
立法院於2018年12月25日通過國家語言發展法以保障及推動各族群語言發展並於翌年1月11日施行後，他提出「母語問政」決議案，該案內容為「建請本院（按：立法院）根據『國家語言發展法』，考量面臨傳承危機的國家語言優先獲得其特別保障措施，提出各國家語言間的通譯服務，及培育各國家語言通譯（含口譯）人才的短、中、長程計畫，以利本院委員以母語問政」。2020年5月12日，該案排入立法院院會討論事項第6案，在會議現場立委無異議下，立法院副院長蔡其昌裁示將本案逕付二讀並交付黨團協商，由民主進步黨立法院黨團召集協商。
2021年9月27日，陳柏惟依該法使用程序申請國會通譯服務後，於立法院外交及國防委員會以台語發言質詢，國防部長邱國正未接受已在座的傳譯而另請常務次長李宗孝協助翻譯，會中爆發爭執，立法院遂於次日宣布暫緩語言通譯服務。台灣教授協會、台灣人權促進會、鄭南榕基金會、陳文成紀念基金會、台越文化協會、台灣原住民族政策協會等多個團體聲援陳柏惟，於10月29日發表記者會並發表聲明：人民有權在國會使用台灣語文質詢官員；呼籲落實國家語言發展法，支持專業同步通譯制度化。

### 反對將罷免個資提供給新黨
2020年6月19日，他參與大甲媽祖遶境進香活動，當日上午近8時在台中市龍井區迎接大甲媽回鑾前受訪表示，在中國大陸工作時聽過一句話「用微信傳笑話，習近平會笑」；而「罷免個資給新黨，中南海會知道」，他呼籲大眾要保護好個人隱私，不應輕易參與此類連署。

## 事件及爭議

### 奧運桌球混雙選手名誤稱
2021年陳柏惟在個人臉書專頁祝賀中華隊桌球選手鄭怡靜奪下東奧桌球混雙項目之銅牌時，第一時間卻將選手名「鄭怡靜」誤稱為「蘇怡靜」，被網友截圖後，隨後修正並道歉。

### 罷免投票前過往肇事逃逸案件遭揭露
2021年10月6日，媒體人黃揚明透過「司法院法學資料檢索系統」查得陳柏惟2011年一起交通事故之詳細案情紀錄，其肇事逃逸相關案情引發大眾對該案之疑問與議論；陳柏惟向大眾解釋案情，並請求新聞媒體不打擾該案被害人。

### 個人財產申報爭議
中國國民黨於陳柏惟之立法委員職務罷免案投票前，針對其財產申報相關問題提出質疑。中國國民黨籍政治人物連勝文的辦公室團隊，針對其財產在2016年至2021年大幅增加提出質疑，表示其持有物業價值上升，且存款達新臺幣441萬元。對此，他所屬的政黨台灣基進予以反駁，指物業價值在自由市場機制下自有漲跌，存款之增加來自於選舉補助款，並指出該團隊之雇主（根據其自身經驗）應能理解。同時，該黨針對該辦公室團隊對於（身為陳柏惟當時同選區競爭者的）顏氏家族，以及該團隊雇主家族相關議題，提出質疑。
2021年10月15日，「刪Q總部」質疑陳柏惟財產申報獨漏資本額新臺幣廿萬元之事業投資，並向監察院檢舉其財產申報不實；該組織表示，監察院公報第一六五期廉政專刊之陳柏惟公職人員財產申報表中，第十二項「事業投資」欄目空白，申報日期為2020年4月28日，但在網路上可搜得其任「汪達創意有限公司」負責人，設立時間為2017年11月7日，該公司營業登記地址與陳柏惟申報之房地產地號一致，因此財產申報表之內容顯示出申報不實的嫌疑。該組織由此質疑陳柏惟有無運用其參與政府或民間標案之機會，或觸及利益迴避相關法規邊緣；對此，陳柏惟回應，汪達創意公司是他完成動畫電影《幸福路上》相關事業後，返回高雄設立之公司，但成立後他即從事於其他事業，因此為「收入零、支出零，沒有動過的公司」。他也表示，該公司之存在若違反相關法律即會著手解散之，而該事件是「一時失誤」，但「沒有造成利益損害」。

### 掩蓋陳玄曄不正當男女關係
2023年2月7日，陳柏惟堂哥陳玄曄遭2名受害者在記者會上指控，陳玄曄在參選台中市議員期間，同時劈腿至少5名女志工，其中不乏有人的初夜被奪走、高達37次不戴套危險性行為、被逼看A片學習性技巧，還隱瞞自己有交往19年的女友。
朱姓受害人表示，當事人們尋求協助管道卻遭不理，陳柏惟甚至曾透過關係想要消音或掩蓋，導致相關受害人投訴無門。
台灣基進高雄黨部事後發文表示，2022年九合一大選期間，陳柏惟不惜以退黨為籌碼要求基進提名具多次酒駕前科的堂哥陳玄曄參選台中市議員，遭基進果斷拒絕後，聲明退黨。

### 涉及性騷擾爭議
2023年6月15日，在台灣MeToo運動的期間，一位自稱在陳柏惟擔任立委時的女志工指控陳對其涉及性騷擾，隨後陳柏惟立即公開為此向女方致歉。不過該爆料出現以來，後續有多篇文章逆風質疑該女志工經常追著3Q的行程跑，甚至公開行程結束後的私人行程她也會跟上，而1位具名網友更在臉書po出該女志工主動靠向陳柏惟懷裡痛哭影片。

## 選舉紀錄
| 年度 | 選舉屆數             | 選舉區           | 所屬政黨 | 得票數  | 得票率 | 當選標記 | 備註   |
| ---- | -------------------- | ---------------- | -------- | ------- | ------ | -------- | ------ |
| 2018 | 第三屆高雄市議員選舉 | 高雄市第七選舉區 | 基進黨   | 12,267  | 6.26%  |          | 落選頭 |
| 2020 | 第十屆立法委員選舉   | 臺中市第二選舉區 | 台灣基進 | 112,839 | 51.15% |          |        |

## 演出作品

### 電影
| 年度   | 片名         | 角色   | 備註     |
| ------ | ------------ | ------ | -------- |
| 2017年 | 《幸福路上》 | 許聖恩 | 動畫電影 |

### 電視劇
| 年度   | 電視台       | 劇名            | 角色                 | 備註                                                                    |
| ------ | ------------ | --------------- | -------------------- | ----------------------------------------------------------------------- |
| 2019年 | 公視台語台   | 《自由的向望》  | 主持人               | 戲劇                                                                    |
| 2021年 | YouTube 公視 | 《國際橋牌社2》 | 雲林縣警局斗南分局長 | 戲劇客串 與中國國民黨副秘書長顏寬恒、民主進步黨台北市議員阮昭雄共同演出 |

### MV
| 年度   | 曲目               | 歌手 | 角色     | 備註                     |
| ------ | ------------------ | ---- | -------- | ------------------------ |
| 2019年 | 《覺醒韓粉的自白》 | 大支 | 鋼鐵韓粉 | 總統大選前發布的最新單曲 |

### 主持節目
| 年度   | 節目             | 播出頻道   | 播出時段                   |
| ------ | ---------------- | ---------- | -------------------------- |
| 2022年 | 《3Q新台灣》     | 三立新聞台 |                            |
| 2024年 | 《立院榮譽顧問》 | 94要客訴   | 每週二、四晚上18:00～19:00 |

## 個人生活
- 他擅長於電子遊戲跳舞毯[88]，在1999年獲頒華納威秀聖誕盃全國跳舞機大賽冠軍[89]。
- 陳柏惟於2014年電影《KANO》首映會上，向當時女友求婚成功[90][91]。
- 中國國民黨籍的金門縣立法委員陳玉珍為其同宗族遠房親屬[92]。
- 陳柏惟在電影界工作時是當時身為動畫師的網紅阿翰的主管。
- 2022年7月，陳柏惟和未婚妻蔡靜娟在美国結婚[93]。
- 陳柏惟目前育有一隻邊境牧羊犬，名為「蠻蓋｣，是日語「逆轉」之華語音譯。[94]。

## 外部連結
- 立法院 -陳柏惟委員簡介 （页面存档备份，存于）
- 3Q陳柏惟的Facebook專頁
- 3Q陳柏惟的Instagram帳戶
- YouTube上的3Q陳柏惟頻道
- 3Q 陳柏惟的Plurk專頁
- 3Q 陳柏惟的X（前Twitter）